# Autódromo Internacional Nelson Piquet

L'ovale en « D » de Jacarepaguá

Pour les articles homonymes, voir Nelson Piquet.
Ne pas confondre avec Autódromo Internacional Nelson Piquet (Brasília), un autre circuit de course brésilien du même nom, situé à Brasilia.
L'Autódromo Internacional Nelson Piquet, connu comme le « Jacarepaguá », du nom de la lagune le long de laquelle il était implanté,, est un circuit automobile historique situé près du quartier de Jacarepaguá à Rio de Janeiro au Brésil et démoli en 2012.

## Historique
L'Autódromo de Jacarepaguá est construit sur le site du Barra da Tijuca, un circuit routier de 3 360 mètres créé dans les années 1960 sur des marécages asséchés, et donc relativement plat, opérationnel de 1964 à 1970. Les travaux du nouveau circuit commencent en 1970 avant d'être abandonnés par faute de financement et seront terminés en 1977. Le tracé de 5 031 mètres présente deux lignes droites assez longues et onze virages avec une surface particulièrement bosselée, certainement à cause de la nature de son sol. Peu après son inauguration, le nouveau complexe accueille la Formule 1 pour le Grand Prix du Brésil 1978.
Jacarepaguá a accueilli le Grand Prix du Brésil de Formule 1 à dix reprises, en 1978 puis de 1981 à 1989, avant que celui-ci ne retourne sur le circuit d'Interlagos, à São Paulo. En 1988, le circuit est baptisé en l'honneur du pilote brésilien Nelson Piquet, triple champion du monde (1981, 1983, 1987) et deux fois vainqueur à Rio. Le circuit a aussi reçu le Grand Prix moto de Rio de Janeiro de 1995 à 2004 sur un tracé légèrement modifié de 4 933 mètres.
De 1996 à 2000, des manches du championnat CART ont eu lieu à Jacarepaguá sur une piste de type ovale d'une longueur approximative de 3 km baptisée « Emerson Fittipaldi Speedway ». Celle-ci reprenait la longue ligne droite de 900 mètres du circuit routier, laquelle était bordé de tribunes sur toute sa longueur.
Le circuit, dont les installations sont devenues obsolètes, est fermé en 2012 pour être démoli et laisser place à la construction du « Parc olympique de Barra » le principal site de compétitions des Jeux olympiques de Rio de Janeiro de 2016.
Un autre tracé pour Rio, en projet depuis 2007, dans la périphérie de Deodoro a été définitivement abandonné en 2012. Le projet suivant, annoncé en grande pompe et voulu par le président Jair Bolsonaro a également été annulé après qu'Eduardo Paes, récemment élu maire, a pris la décision de ne pas mener à bien la construction du circuit qui faisait l'objet d'une forte contestation locale car il aurait eu une incidence négative importante sur la forêt de Camboatá,.

## Résultats de courses de Formule 1
| Année | Vainqueur        | Voiture        | Résultats |
| 1978  | Carlos Reutemann | Ferrari        | Résultat  |
| 1981  | Carlos Reutemann | Williams-Ford  | Résultat  |
| 1982  | Alain Prost      | Renault        | Résultat  |
| 1983  | Nelson Piquet    | Brabham-BMW    | Résultat  |
| 1984  | Alain Prost      | McLaren-TAG    | Résultat  |
| 1985  | Alain Prost      | McLaren-TAG    | Résultat  |
| 1986  | Nelson Piquet    | Williams-Honda | Résultat  |
| 1987  | Alain Prost      | McLaren-TAG    | Résultat  |
| 1988  | Alain Prost      | McLaren-Honda  | Résultat  |
| 1989  | Nigel Mansell    | Ferrari        | Résultat  |

## Résultats en Champ Car / CART
| Année | Date     | Nom de la course   | Vainqueur          | châssis | Moteur        |
| 1996  | 17 mars  | Rio 400            | André Ribeiro      | Lola    | Honda         |
| 1997  | 10 mai   | Hollywood Rio 400k | Paul Tracy         | Penske  | Mercedes      |
| 1998  | 10 mai   | Rio 400k           | Greg Moore         | Reynard | Mercedes      |
| 1999  | 15 mai   | GP Telemar Rio 200 | Juan Pablo Montoya | Reynard | Honda         |
| 2000  | 30 avril | Rio 200            | Adrián Fernández   | Reynard | Ford-Cosworth |

## Résultats en Grand Prix moto de Rio de Janeiro
| Saison | 125 cm³                   | 250 cm³                   | MotoGP                  | Résultats |
| ------ | ------------------------- | ------------------------- | ----------------------- | --------- |
| 2004   | Héctor Barberá (Aprilia)  | Manuel Poggiali (Aprilia) | Makoto Tamada (Honda)   | Résultats |
| 2003   | Jorge Lorenzo (Derbi)     | Manuel Poggiali (Aprilia) | Valentino Rossi (Honda) | Résultats |
| 2002   | Masao Azuma (Honda)       | Sebastian Porto (Yamaha)  | Valentino Rossi (Honda) | Résultats |
| Saison | 125 cm³                   | 250 cm³                   | 500 cm³                 | Résultats |
| 2001   | Youichi Ui (Derbi)        | Daijiro Kato (Honda)      | Valentino Rossi (Honda) | Résultats |
| 2000   | Simone Sanna (Aprilia)    | Daijiro Kato (Honda)      | Valentino Rossi (Honda) | Résultats |
| 1999   | Noboru Ueda (Honda)       | Valentino Rossi (Aprilia) | Norifumi Abe (Yamaha)   | Résultats |
| 1997   | Valentino Rossi (Aprilia) | Olivier Jacque (Honda)    | Michael Doohan (Honda)  | Résultats |
| 1996   | Haruchika Aoki (Honda)    | Olivier Jacque (Honda)    | Michael Doohan (Honda)  | Résultats |
| 1995   | Masaki Tokudome (Aprilia) | Doriano Romboni (Honda)   | Luca Cadalora (Yamaha)  | Résultats |

## Accidents mortels
Le circuit a été le théâtre de 2 accidents mortels. Le premier le 21 septembre 1986 où Nélson Balestieri percuta la barrière qui fermait la sortie des stands avec sa Formule Ford pendant des essais privés. Le second eut lieu le 23 mars 1999 où Carlos Farias se tua au volant de son kart.